# Cap d'Estat Major de l'Exèrcit de Terra (Espanya)
El Cap d'Estat Major de l'Exèrcit de Terra (JEME) és l'òrgan unipersonal de l'Exèrcit de Terra d'Espanya, nomenat pel Rei a proposta del Ministre de Defensa després de deliberació del Consell de Ministres. Té encomanat, sota l'autoritat del Ministre, el comandament de la branca terrestre de les Forces Armades. El nomenament habitualment recau en un tinent general del Cos General de l'Exèrcit de Terra i porta aparellat l'ascens a general d'exèrcit.
Quan el Cap d'Estat Major de l'Exèrcit de Terra no pugui exercir temporalment les competències del seu càrrec, ha de ser substituït, amb caràcter accidental, pel oficial general en servei actiu més antic dels quals li estiguin subordinats en la seva estructura orgànica. El 31 de març de 2017, Francisco Javier Varela Salas va ser nomenat cap de l'Estat Major de l'Exèrcit de Terra.

## Funcions
Les funcions del Cap de l'Estat Major de l'Exèrcit de Terra, recollides en el Títol I del Reial decret 872/2014, de 10 d'octubre, sobre l'organització bàsica de les Forces Armades, són les següents:
- Assessora al Ministre de Defensa en la preparació, adreça i desenvolupament en totes les qüestions de la política del Ministeri que afectin a l'Exèrcit de Terra.
- Assessora al Cap de l'Estat Major de la Defensa:
  - Sobre els aspectes del règim del personal militar de l'Exèrcit de Terra que afectin a l'operativitat.
  - En l'ocupació de les unitats de l'Exèrcit de Terra.
  - En l'elaboració i formulació dels aspectes específics de les seves respectives capacitats.
  - En la definició de les normes d'acció combinada de forces multinacionals en els aspectes específics de l'Exèrcit de Terra.
- Assessora al Secretari d'Estat de Defensa a la planificació i direcció de la política econòmica, d'armament i material, d'infraestructura i dels sistemes d'informació i telecomunicacions i de la seguretat de la informació en el si de l'Exèrcit de Terra, col·laborant amb el Secretari en el seu desenvolupament i informant-li de la seva aplicació.
- Assessora al Subsecretari de Defensa en el planejament, direcció i inspecció de la política de personal i ensenyament, col·laborant amb el Sotssecretari en el seu desenvolupament i informant-li de la seva aplicació.
- És responsable de la instrucció, ensinistrament i suport logístic en l'Exèrcit de Terra.
- Garanteix l'adequada preparació de la Força de l'Exèrcit de Terra per a la seva posada a la disposició de l'estructura operativa de les Forces Armades.
- Defineix les especificacions militars dels sistemes d'armes i de suport requerides per l'Exèrcit de Terra al costat de la infraestructura militar corresponent.
- Desenvolupa la doctrina militar dins de l'Exèrcit de Terra.
- Desenvolupa l'organització de l'Exèrcit de Terra, ajustant-se al que es disposa pel Ministre de Defensa.
- Proposa al Ministre de Defensa mesurades per a la millora de l'estructura de l'Exèrcit de Terra o a l'homogeneïtzació de la seva organització amb la dels altres exèrcits.
- Proposa al Ministre de Defensa la unificació dels serveis que els seus comesos no hagin de ser exclusius de l'Exèrcit de Terra.
- Vetlla pels interessos generals del personal militar sota el seu comandament, tutelant el règim de drets i llibertats derivat de la norma constitucional i les lleis.
- Defineix les capacitats i dissenya els perfils necessaris per a l'exercici professional als quals ha d'atendre l'ensenyament, dirigint la formació militar general i específica.
- Dirigeix la gestió de personal de l'Exèrcit de Terra.
- Vetlla per la moral, motivació, disciplina i benestar del personal de l'Exèrcit de Terra.
- Decideix, proposa o informa, conforme al previst en la llei, en relació amb els aspectes bàsics que configuren la carrera militar.
- Avalua el règim del personal i les condicions de vida en bases i aquarteraments de l'Exèrcit de Terra.
- L'exercici d'aquelles altres funcions que li assigni la legislació especial o que assumeixi en virtut de convenis o altres formes de col·laboració amb entitats públiques o privades.